# MRAP (véhicule)
Pour les articles homonymes, voir MRAP.
Un MRAP, pour Mine Resistant Ambush Protected, est une famille de véhicules blindés conçus pour résister aux engins explosifs improvisés (EEI) et aux embuscades.

## Historique
Si durant la Seconde Guerre mondiale, les mines causent 5 % des pertes militaires, ce pourcentage augmente très fortement lors des opérations militaires suivantes.
Une étude française montre que durant la guerre d'Irak, de mars 2003 à novembre 2006, sur 3 070 morts de la coalition militaire en Irak, 1 257 ont été causées par des EEI, soit 41 %. C’est-à-dire plus que dans les combats « classiques » (1 027 tués, soit 34 %), ce qui conduit au développement des MRAP par les forces armées des États-Unis.
Les MRAP sont les descendants des véhicules développés pour résister aux mines durant la guerre du Bush de Rhodésie du Sud entre 1972 et 1980 par l'Afrique du Sud. Dans les années 2010, c'est l'un des grands pays producteurs avec les États-Unis. L'entreprise sud-africaine Mobile Land Systems vend en 2010 la totalité de son activité de production de MRAP de nouvelle génération à l'entreprise publique chinoise China Poly Group. Depuis, celle-ci produit et exporte des MRAP chinois, et en construit également aux Émirats arabes unis.
Ces véhicules sont pour la plupart équipés d'un bouclier de déflexion en V caractéristique sous le châssis.
Les premiers véhicules MRAP sont achetés en 2003 par l'United States Marine Corps et, à partir de 2005, des tactiques de combat avec ces véhicules sont imaginées. Le plus léger d'entre eux pèse plus de 14 tonnes[réf. nécessaire].
En avril 2007, 300 MRAP sont confrontés à une attaque par EEI avec en moyenne un blessé à chaque fois, alors que les autres embuscades avec des véhicules classiques causent plus de deux victimes par attaque, avec régulièrement des décès.
43,5 milliards de dollars américains sont consacrés aux MRAP par les États-Unis de 2002 à 2011. 27 000 sont livrés entre 2007 et 2012 dont 21 000 à l'armée de terre des États-Unis, le reste au corps des Marines. En 2012, l'armée de terre déclare qu'elle souhaite conserver 18 259 MRAP avec le retrait programmé d'Afghanistan et d'Irak, il est alors prévu que 30 % des véhicules concernés resteront en service au sein des brigades de combat, pour le transport des troupes et les ouvertures d’itinéraire, 10 % supplémentaires seront utilisés à l’entraînement et les 60 % restants seront tous placés en réserve. L'USMC de son côté prévoit un budget pour soutenir 2 652 MRAP entre 2014 et 2018.
Des véhicules similaires sont utilisés depuis par les armées européennes, notamment l'Aravis dans l'Armée de terre française ou l'ATF Dingo dans l'armée allemande (Bundeswehr).
En date de 2019, les MRAP sont utilisés par les diverses armées luttant contre des guérillas en Afghanistan, en Égypte, en Irak, au Yémen, en Somalie et d'autres zones de conflit comme le Sahel et le Nigeria par les forces militaires en opérations, de nombreux dons provenant des États-Unis .
Depuis 2022, les MRAP sont utilisés par l'armée russe et l'armée ukrainienne durant l'invasion de l'Ukraine. L'Ukraine reçoit notamment des MaxxPro américains, des Bushmaster australiens, des Cougar britanniques et des BMC Kirpi turcs. 

## Classification
Les véhicules MRAP sont classés en trois catégories distinctes en fonction de leur poids et de leur taille.

### Catégorie 1: MRAP-MRUV
Les véhicules de type MRUV (Mine Resistant Utility Vehicle) sont des véhicules légers, prévus pour une utilisation en zone urbaine.
Types de véhicules appartenant à cette catégorie :
- BAE Caiman 4x4 - 2800 véhicules en service[11].
- BAE OMC RG-31[12]
- BAE RG-33 4x4[13]
- Force Protection Cougar H 4x4 - 1560 véhicules en service[14].
- International MaxxPro - 5250 véhicules en service[15],[16].
- Textron M1117 Guardian - Retirés du service[17].
- Protected Vehicles Inc./Oshkosh Truck Alpha - 100 véhicules commandés initialement, commande annulée[18],[19].

### Catégorie 2: MRAP-JERRV
Les véhicules de type JERRV (Joint Explosive Ordnance Disposal (EOD) Rapid Response Vehicle) sont conçus pour effectuer des missions sous le feu ennemi : ouverture de route pour les convois, ambulance, déminage, génie.
Types de véhicules appartenant à cette catégorie :
- Force Protection Cougar HE 6x6 - 950 véhicules commandés.
- BAE RG-33L 6x6
- GDLS RG-31E - 600 véhicules commandés[20].
- Oshkosh Truck/Thales Australia Bushmaster IMV - retirés du programme, à la suite d'une évolution des exigences[21].
- Protected Vehicles Inc Golan - Commande initiale de 60 véhicules, retirés du service à la suite d'une demande des US Marines[22]
- International MaxxPro XL - 16 véhicules commandés[23].
- BAE Caiman 6x6 - 16 véhicules commandés.

### Catégorie 3: Véhicules spécifiques
Cette catégorie regroupe les véhicules MRAP conçus pour un besoin ou une mission spécifique. Les véhicules de grandes capacités (plus de 6 combattants) entrent dans cette catégorie. Le plus connu est le Buffalo.

## Galerie

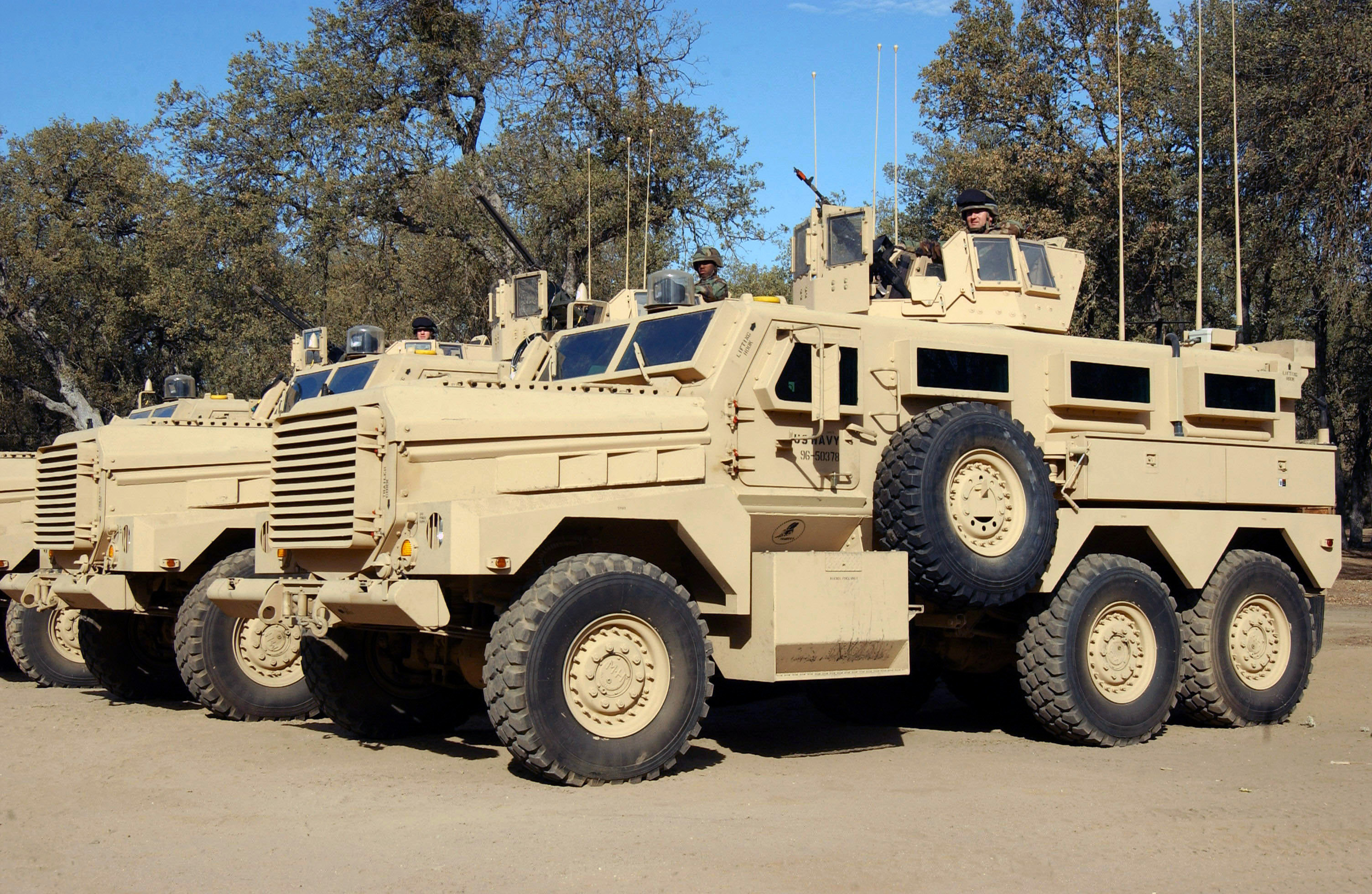
MRAP en stationnement
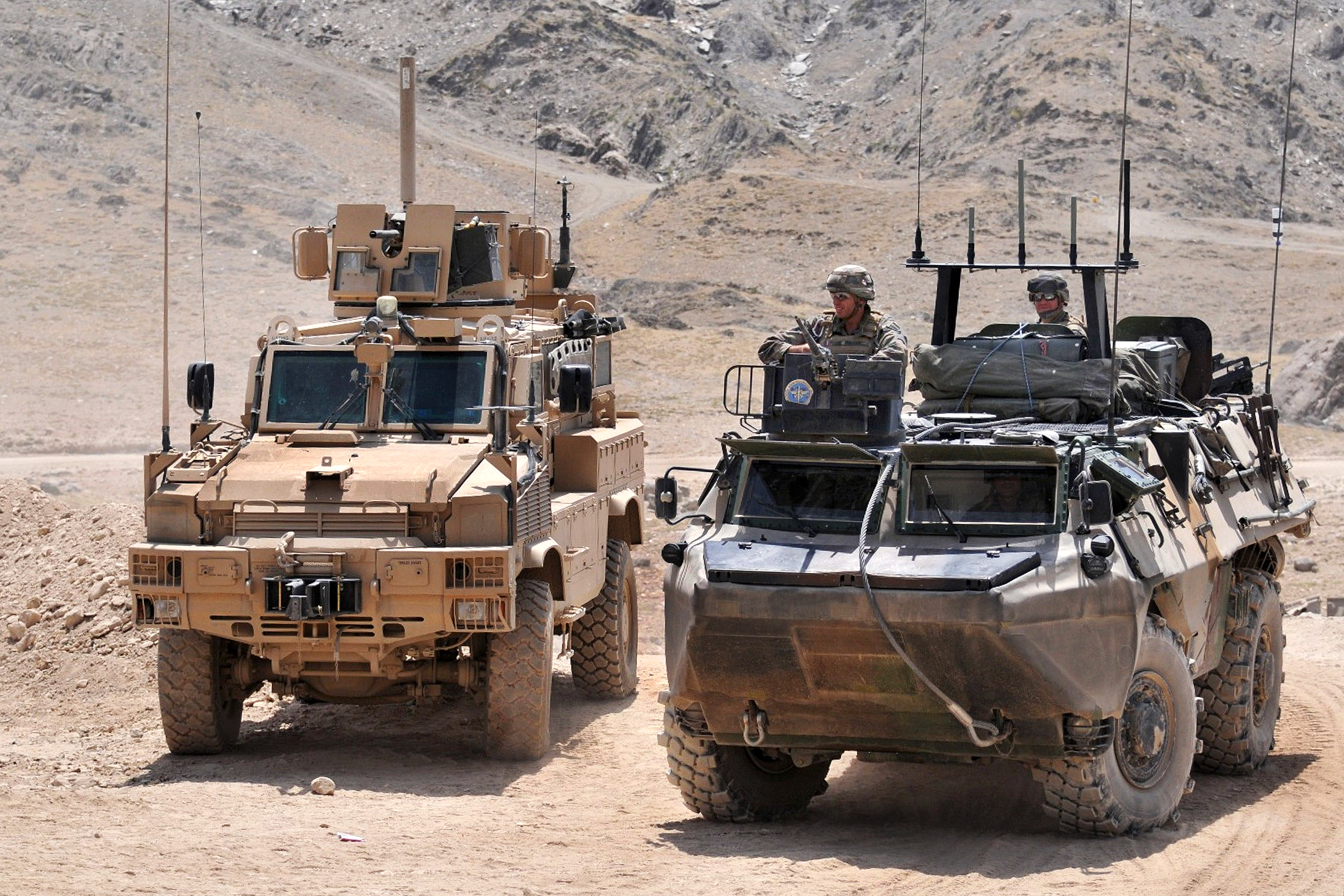
MRAP RG-31 Nyala & VAB en Afghanistan
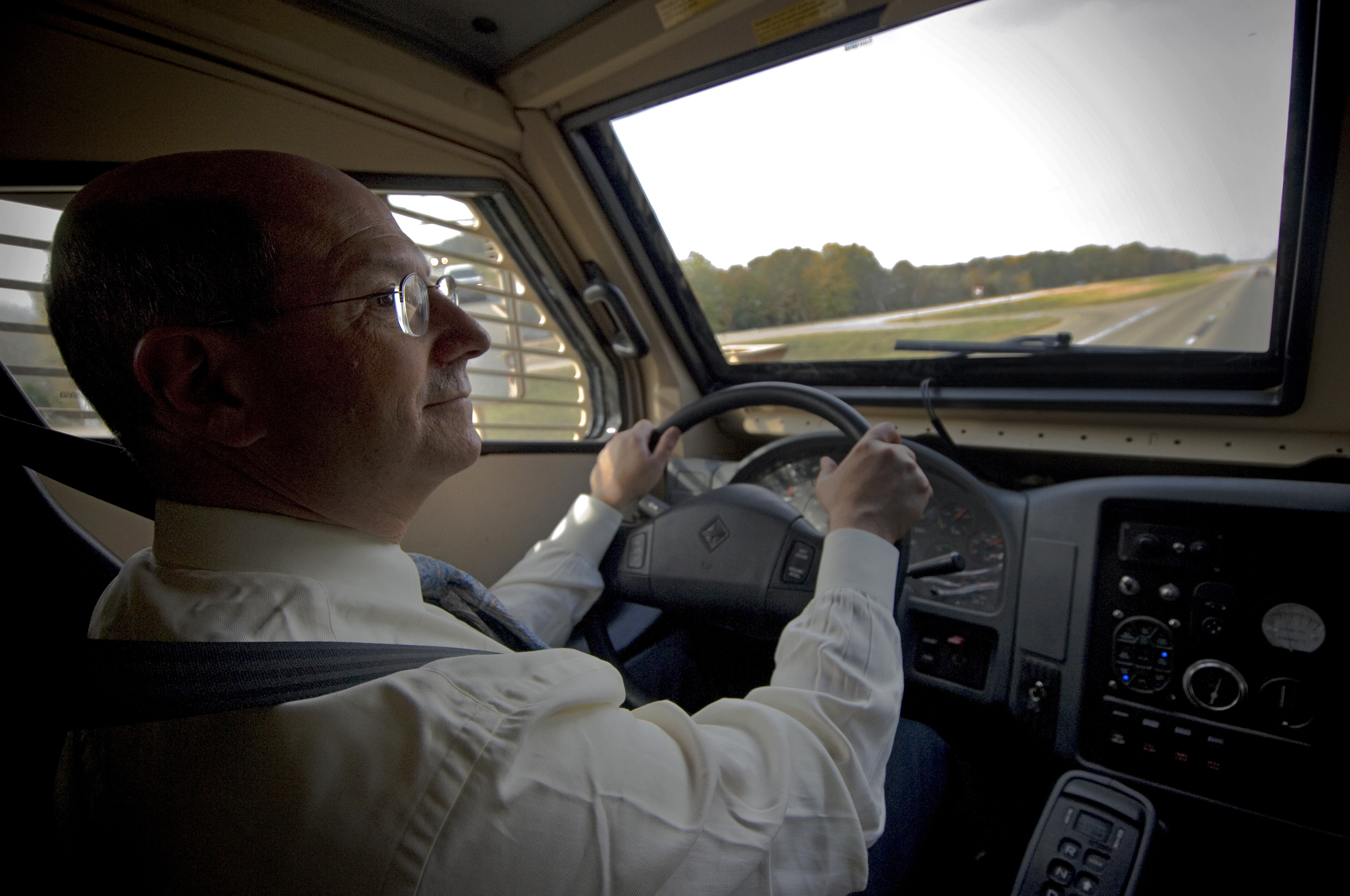
Intérieur d'un MRAP
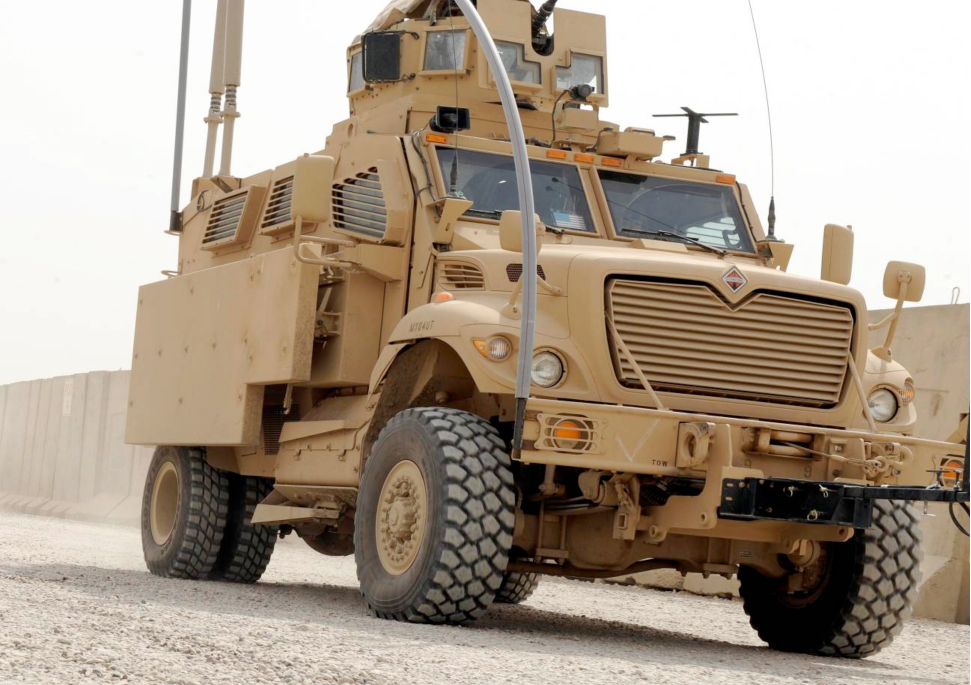
MRAP en déplacement sur une route
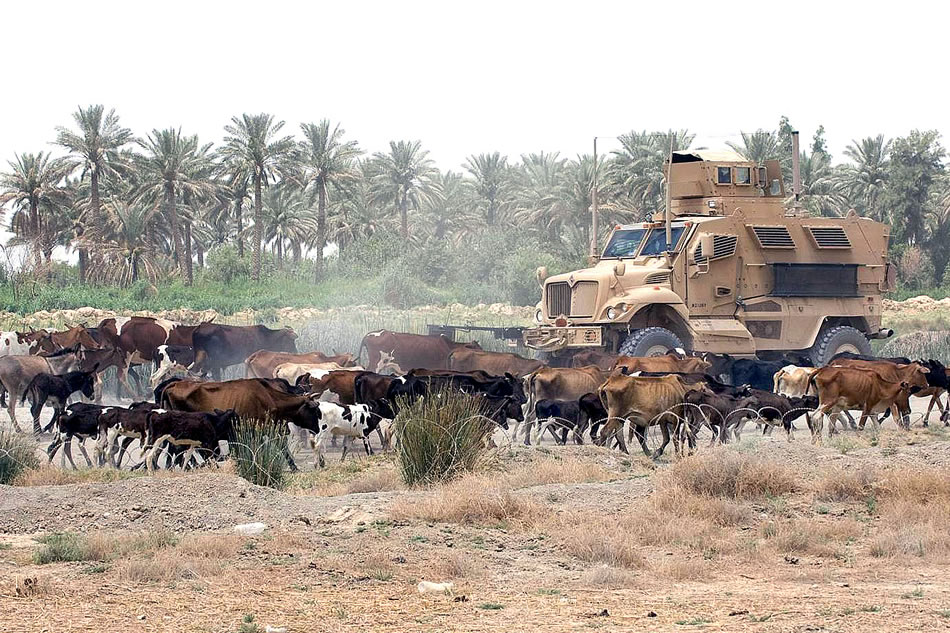
MRAP en déplacement en Irak